# Luís, Grande Delfim de França
Luís de Bourbon (em francês: Louis de Bourbon; Fontainebleau, 1 de novembro de 1661 – Meudon, 14 de abril de 1711) foi o filho mais velho e herdeiro do rei Luís XIV de França e sua esposa Maria Teresa da Espanha. Como herdeiro aparente do trono francês, foi denominado Delfim de França. Ficou conhecido como "o Grande Delfim" após o nascimento de seu próprio filho, o duque da Borgonha. Como ele morreu antes de seu pai, ele nunca se tornou rei.

## Biografia

### Início de vida

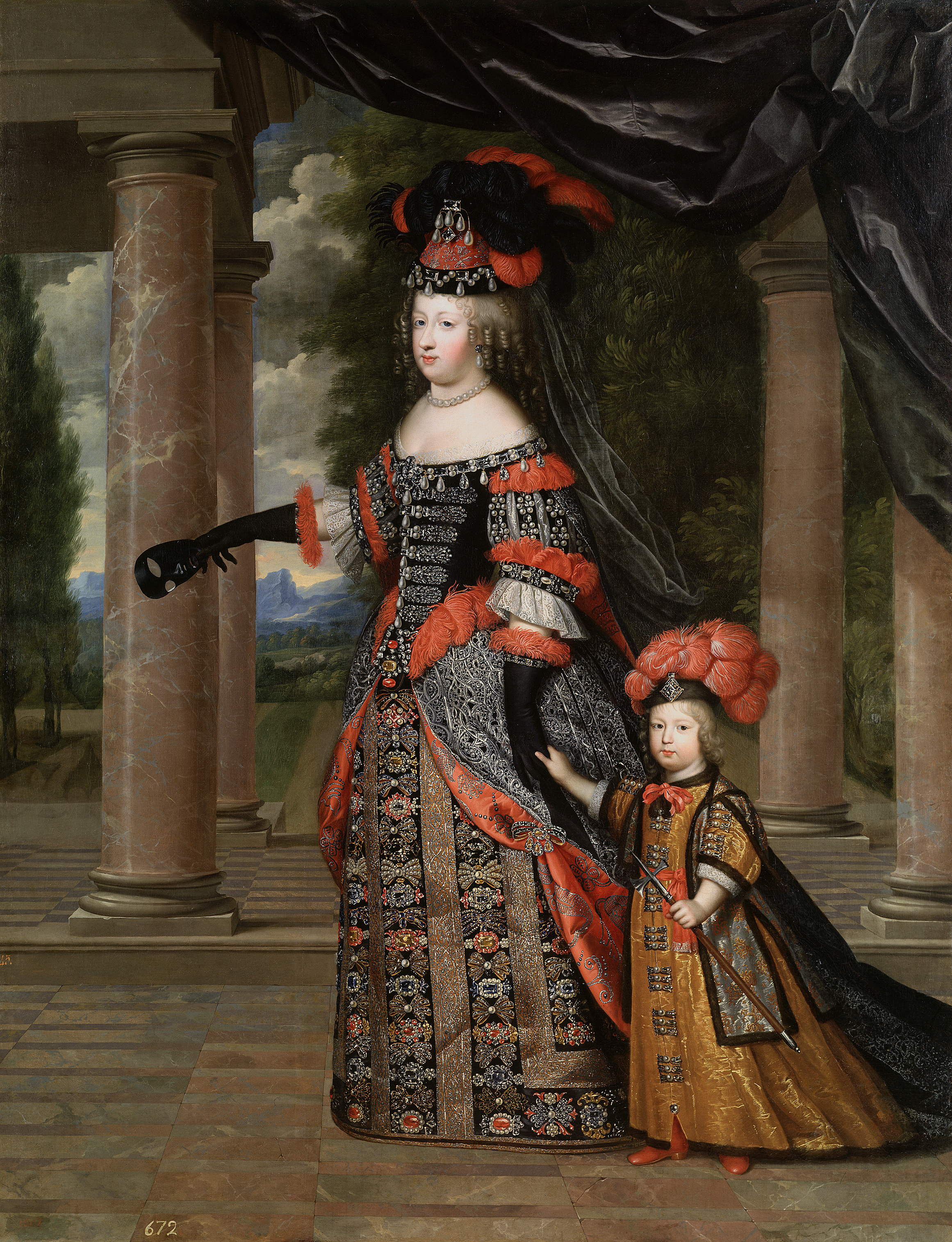
Luís, o Grande Delfim, com sua mãe Maria Teresa da Espanha

Nascido no Palácio de Fontainebleau, Luís era o filho mais velho do rei Luís XIV de França e sua esposa Maria Teresa da Espanha. Seus avós paternos eram Luís XIII de França e Ana da Áustria e os avós maternos Filipe IV da Espanha e Isabel de França. Isabel era a irmã mais nova de Luís XIII, enquanto Filipe IV era irmão de Ana da Áustria, portanto os pais de Luís eram primos duplos. Luís era um dos seis filhos legítimos de seus pais. Todos os outros morreram na primeira infância.
Segundo uma lenda, em seu nascimento, foi previsto que ele seria "filho de um rei, pai de um rei, mas nunca um rei".
Ele foi batizado em 26 de março de 1668 na capela do Castelo de Saint-Germain-en-Laye, onde recebeu o nome em homenagem ao pai. Como Fils de France (Filho de França) detinha desde o nascimento o tratamento de Sua Alteza Real e era o homem mais importante da corte depois de seu pai. Seus padrinhos foram o Papa Clemente IX, representado por Luís II de Vendôme, e a rainha Henriqueta Maria da Inglaterra, representada pela Princesa de Conti.
Em ocasião de seu nascimento o Papa Clemente IX concedeu a mãe de Luís a Rosa de Ouro e o compositor Jean-Baptiste Lully compôs o moteto Plaude Laetare Gallia.
Quando atingiu a idade de sete anos, foi retirado do cuidado e educação das mulheres e colocado na sociedade masculina. Seu preceptor foi Charles de Sainte-Maure e foi educado por Jacques-Bénigne Bossuet, bispo de Meaux, um proeminente clérigo, pregador e intelectual francês:

Luís XIV secretamente alimentou o mesmo ciúme suspeito ao Grande Delfim que Luís XIII havia demonstrado a si próprio. Nenhum príncipe poderia ser mais altruísta e sem sentimentos. Monseigneur, o nome com o qual o herdeiro do trono era conhecido, herdara a docilidade e a falta de inteligência de sua mãe. Toda a sua vida permaneceu petrificado na admiração do pai formidável, passando a temê-lo a ponto de não ser capaz de lhe mostrar "afeto". O Monseigneur, no entanto, explorou todas as suas habilidades para explorar seu relacionamento a favor real. Luís XIV cuidou para que a educação de seu filho fosse exatamente o oposto da sua. Em vez de uma mãe devota e um tutor afetuoso e agradável, o Delfim teve o repugnante e misantrópico duque de Montausier, que aplicou sem piedade os mesmos métodos que tanto perturbaram Luís XIII. Eles aniquilaram seu neto [...]. Bossuet sobrecarregou seu aluno atrasado com lições tão esplêndidas que o Delfim desenvolveu um horror duradouro de livros, aprendizado e história. Aos dezoito anos, o Monseigneur havia assimilado quase nada do conhecimento acumulado com tão pouco objetivo, e a apatia de sua mente perdia apenas para a de seus sentidos.

Apesar de sua inteligência, Luís foi descrito como preguiçoso e indolente. Todavia, seus tutores lhe deram toda a educação sobre antiguidades - tanto que ele mais tarde se tornou colecionador de medalhas, inscrições, esculturas. Ele tinha um temperamento ameno e plácido, herdado de sua mãe, manteve seu papel de herdeiro do trono, discreta e silenciosamente, afirmando que a educação que recebera o fez desprezar o esforço intelectual. No entanto, sua generosidade e bondade lhe deram grande popularidade em Paris e com o povo francês em geral.

### Papel político e militar

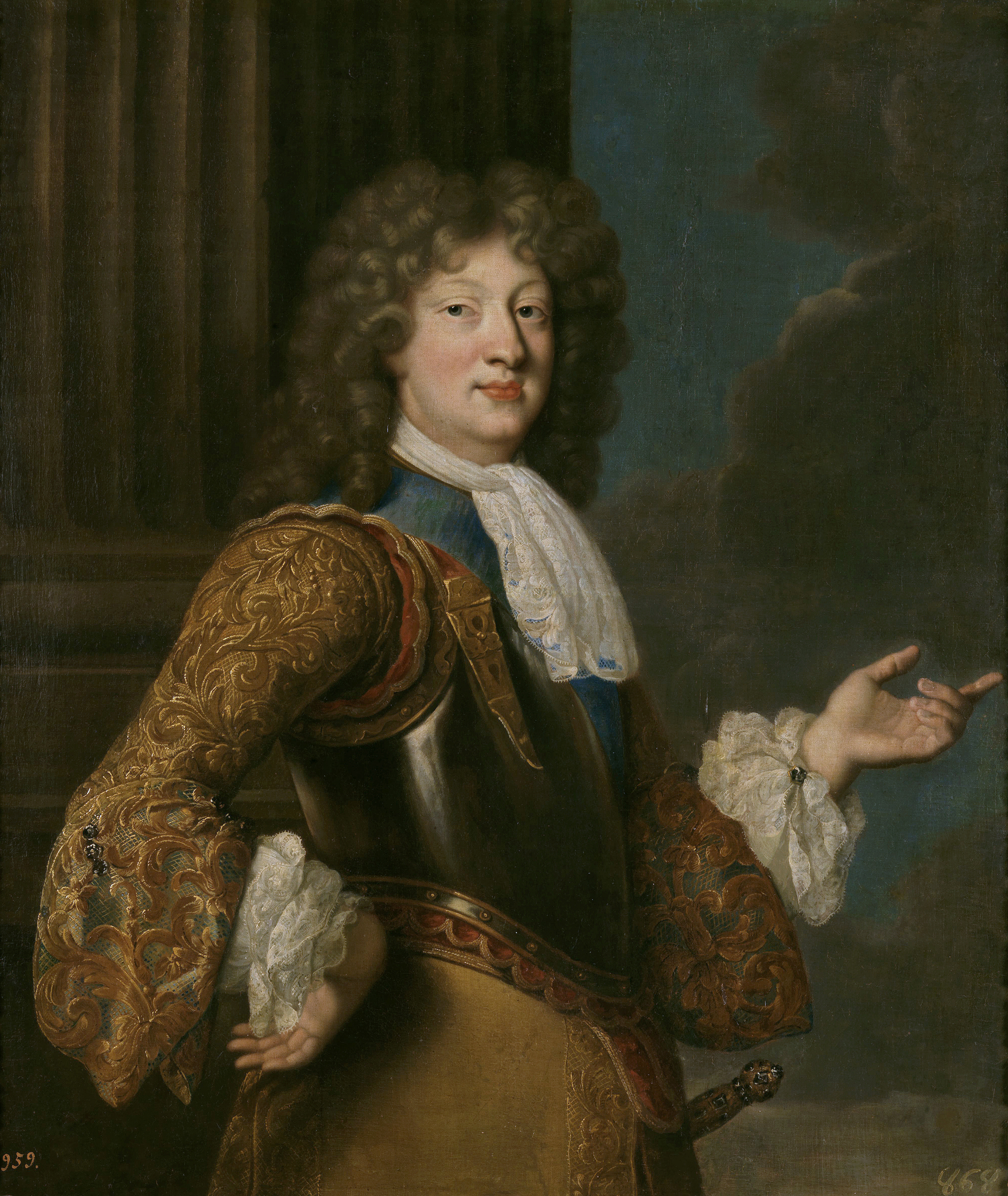
Retrato de Luís, Grande Delfim de França, por François de Troy.

Embora ele tenha permissão para participar do Conselho de Ministros, Luís não desempenhou um papel importante na política francesa. No entanto, como herdeiro do trono, ele era constantemente cercado por bajuladores que tentavam obter favores em seu futuro reinado. Ele viveu em silêncio em Meudon, pelo resto de sua vida cercado por suas duas meias-irmãs Maria Ana de Bourbon e Luísa Francisca de Bourbon, a quem ele amava muito.
Luís foi chamado de "o Grande Delfim" porque era de estrutura muito robusta. Luís nunca desempenhou um papel importante na política francesa, mas, sendo o herdeiro de Luís XIV, muitas vezes era alvo de conspirações devido ao seu futuro papel.
Antes de seu noivado oficial, o pai de Luís considerou várias princesas da realeza europeia para seu filho mais velho, como Ana Maria Luísa de Médici, Isabel Luísa de Portugal e sua prima Maria Luísa de Orleães, filha de Filipe I, Duque de Orleães e sua esposa Henriqueta Ana da Inglaterra. Segundo vários rumores da época, Maria Luísa e Luís já eram amantes, tendo crescido juntos. De qualquer forma, a intenção de Luís XIV era usar Maria Luísa para estabelecer um forte vínculo com a Espanha, forçando-a casar com o inválido Carlos II da Espanha, tio materno do delfim. Luís acabou se casando com sua prima em segundo grau, a duquesa Maria Ana Vitória da Baviera. Um ano mais velha que Luís, ao chegar à corte francesa, ela foi descrita como pouco atraente, mas altamente culta.
Viúvo em 1690, casou-se secretamente em 1695 com sua amante Marie-Émilie de Joly Choin (1670-1732), dama de honra favorita da meia-irmã, a princesa viúva de Conti. O rei não aprovou a união e o delfim, em resposta, retirou-se para seu Castelo de Meudon.

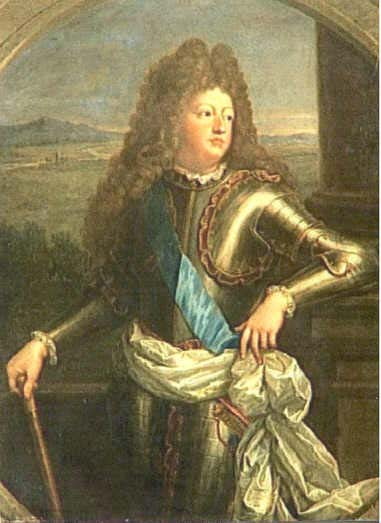
Luís, o Grande Delfim capturou a cidade alemã de Philippsburg, impedindo assim que os exércitos imperiais cruzassem o Reno e invadissem a Alsácia.

Durante a Guerra dos Nove Anos, foi enviado em 1688 para a linha de frente na Renânia. Antes de deixar a corte, Luís foi instruído por seu pai: "Ao enviar você ao comando do meu exército, eu lhe dou a oportunidade de merecê-lo; vá e mostre a toda a Europa que quando eu morrer, o rei não estará morto."
Luís foi bem-sucedido graças à experiência dos marechais Jacques Henri de Durfort de Duras e Vauban, na conquista no Reno, em Philippsburg. A coragem de Luís foi demonstrada quando ele visitou os soldados nas trincheiras inundadas sob fogo intenso. Montausier, seu conselheiro, escreveu para ele: "Não posso elogiá-lo por tomar Philippsburg; você tem um bom exército, bombas, canhões e Vauban. Não posso elogiar sua coragem. Essa virtude é hereditária. Mas me alegro com você por sua liberalidade, generosidade, humanidade e habilidade. discernir quem realiza fielmente seu serviço ".

### Morte
Um surto de varíola estava atacando a Europa, e o Delfim adoeceu e morreu em 14 de abril de 1711, aos 49 anos de idade. Seu pai ainda reinava e, portanto, ele nunca se tornou rei.
Com sua morte, iniciou-se uma série de circunstâncias catastróficas, que resultaram na morte de seu filho, o Duque da Borgonha e seu neto Luís, Duque da Bretanha. Finalmente, outro neto do Grande Delfim sucederia Luís XIV em 1715 como Luís XV.

## Descendência

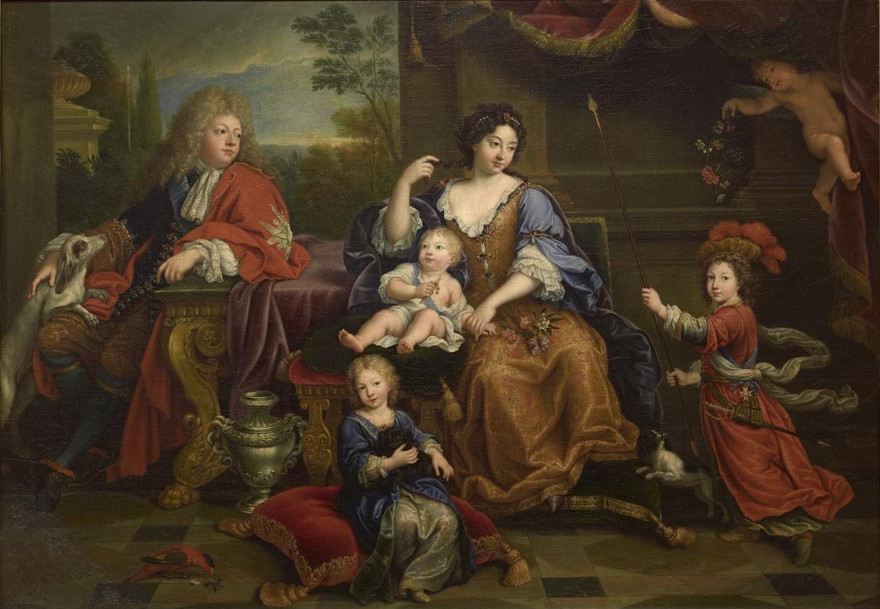
MIGNARD, Pierre. A família do Grande Delfim. 1687. Óleo sobre tela, 115.4 x 160.4 cm. Na Royal Collection. Em sentido horário: Luís, Maria Ana Vitória, Luís, Filipe e Carlos.

| Nome                               | Nascimento             | Morte                   | Notas                                                                                                 |
| ---------------------------------- | ---------------------- | ----------------------- | --- |
| Com Maria Ana Vitória da Baviera   |                        |                         | |
| Luís, Duque da Borgonha            | 16 de agosto de 1682   | 18 de fevereiro de 1712 | Casou-se com Maria Adelaide de Saboia, com descendência.                                              |
| Filipe V da Espanha                | 19 de dezembro de 1683 | 9 de julho de 1746      | Casou-se com Maria Luísa de Saboia, com descendência. Casou-se com Isabel Farnésio, com descendência. |
| Carlos, Duque de Berry             | 31 de julho de 1686    | 5 de maio de 1714       | Casou-se com Maria Luísa de Orleães, sem descendência.                                                |
| Com Françoise Pitel                |                        |                         | |
| Anne Louise de Bonbour             | 1695                   | agosto de 1716          | Casou-se com Anne Errard d'Avaugour.                                                                  |
| Charlotte de Fleury                | 6 de fevereiro de 1697 | 1750                    | Casou-se com Gérard Michel de La Jonchère.                                                            |
| Com Marie Anne Caumont de La Force |                        |                         | |
| Louise Émilie de Vautedard         | 1694                   | 1719                    | Casou-se com Nicolas Mesnager.                                                                        |
| Com Marie Émilie de Joly de Choin  |                        |                         | |
| Uma filha                          | 1695                   | 1697                    | Morreu aos 2 anos.                                                                                    |

## Ancestrais
| Linha paterna |
| --- |
| A linha paterna é aquela passada de pai para filho, de bastante interesse na genealogia. 1. Roberto II de Worms e Rheingau (Roberto de Hesbaye), 770 – 807 2. Roberto III de Worms e Rheingau, 808 – 834 3. Roberto IV, o Forte, 820 – 866 4. Roberto I de França, 866 – 923 5. Hugo, o Grande, 895 – 956 6. Hugo Capeto, 941 – 996 7. Roberto II de França, 972 – 1031 8. Henrique I de França, 1008–1060 9. Filipe I de França, 1053–1108 10. Luís VI de França, 1081–1137 11. Luís VII de França, 1120–1180 12. Filipe II de França, 1165–1223 13. Luís VIII de França, 1187–1226 14. Luís IX de França, 1215–1270 15. Roberto, Conde de Clermont, 1256–1317 16. Luís I, Duque de Bourbon, 1279–1342 17. Jaime I, Conde de La Marche, 1319–1362 18. João I, Conde de La Marche, 1344–1393 19. Luís, Conde de Vendôme, 1376–1446 20. João VIII, Conde de Vendôme, 1428–1478 21. Francisco, Conde de Vendôme, 1470–1495 22. Carlos de Bourbon, Duque de Vendôme, 1489–1537 23. Antônio, Rei de Navarra, Duque de Vendôme, 1518–1562 24. Henrique IV, Rei da França e Navarra, 1553–1610 25. Luís XIII, Rei da França e Navarra, 1601–1643 26. Luís XIV, Rei da França e Navarra, 1638–1715 27. Luís, Grande Delfim da França, 1661–1711 |